# Schloss Kaarz

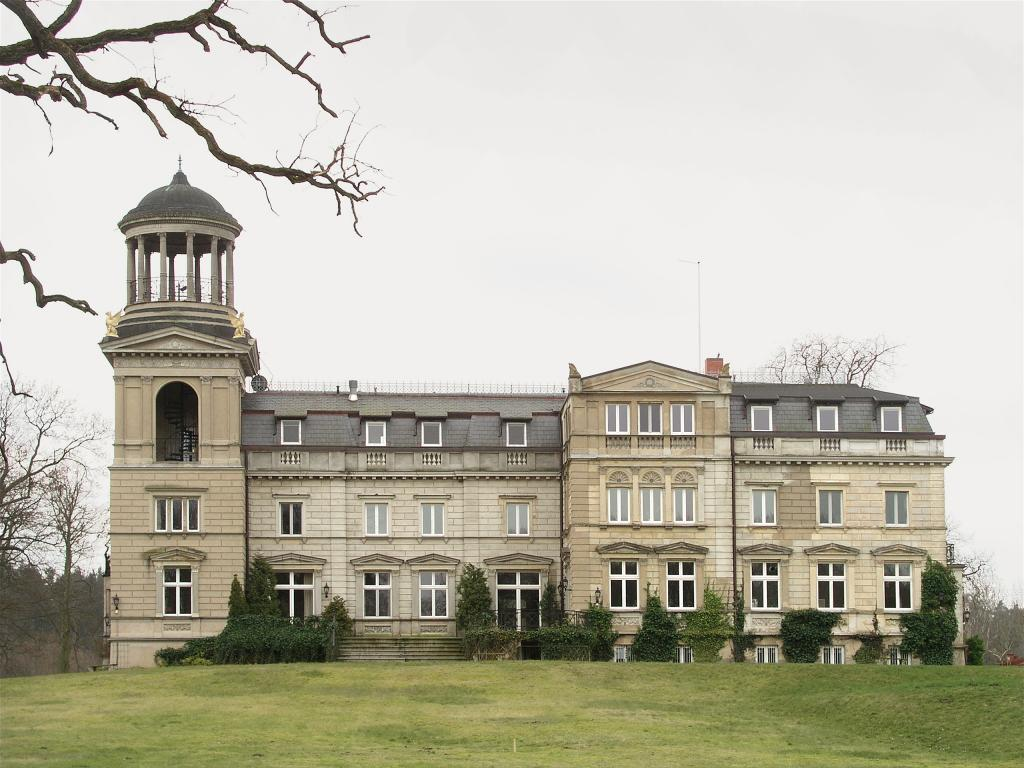
Das Herrenhaus „Schloss Kaarz“

Das Herrenhaus Schloss Kaarz gehört zur Gemeinde Weitendorf im Amt Sternberger Seenlandschaft (vormals Amt Sternberg) und bildet den Mittelpunkt einer Gutsanlage. Es liegt in Mecklenburg-Vorpommern zwischen Schwerin und Güstrow. Das Schloss wird touristisch genutzt und dient als Hotel, Café und Restaurant.

## Geschichte
Das Gut Kaarz wurde im 17. Jahrhundert gegründet. Um 1770 gehörte das Gut Kaarz mit Weselin dem bürgerlichen Grundherren Georg Salchow. Im Jahr 1796 erhielt es die Familie von Weltzien als Pfand und von 1797 bis 1814 erblich. Einer der letzten Vertreter dieser Familie war der Offizier Hans Friedrich von Weltzien. Im Jahr 1816 kaufte Burchard Hartwig von Bülow (1770–1847) das Lehngut. Nach dessen Tod wurde Eduard Wilhelm von Bülow (1816–1889) im Jahre 1849 Besitzer. Das Gut war bis zum Jahre 1869, nach direkten genealogischen Angaben der Fachliteratur, nur bis 1859, im Besitz der Familie von Bülow. Im Jahr 1872 kaufte es der Hamburger Reeder und Kaufmann Julius Hüniken. Er ließ das heutige Herrenhaus durch die Architekten Friedrich Saniter und Albrecht Becker errichten und den Park anlegen.
Nach dem Tod von Julius Hüniken 1891 fiel per Losentscheid stiftungsgemäß das Gut an dessen unmündigen Sohn Julius Hüniken. Er ließ ab 1902 Umbauten im Schloss durchführen und den Park zu einem englischen Landschaftspark umgestalten. Zum Schloss gehörte kurz vor der großen Wirtschaftskrise 1929 als Besitz neben dem eigentlichen Hauptgut Weselin als Allod noch Brüel-Weitendorf als Familienfideikommiss, in der Gesamtheit 819 ha, davon gut 570 ha Wald. Im Zweiten Weltkrieg nahm Hüniken Familienangehörige zum Schutz vor Bombenangriffen auf Hamburg auf. Bei der Besetzung durch die Rote Armee im April 1945 verblieb Hüniken im Gegensatz zu seinen Familienangehörigen zunächst in Kaarz, flüchtete nach Demütigungen jedoch im September in den Westen.
Nach dem Zweiten Weltkrieg war das Gutshaus eine Zeitlang von der Roten Armee besetzt, anschließend wurde es u. a. als Auffanglager für Flüchtlinge aus den Ostgebieten genutzt. Bis 1945 war die einklassige Dorfschule für die Kinder aus Kaarz im kleinen Ortsteil Hütthof untergebracht. Im Oktober 1945 begann wieder der Schulunterricht nach dem Krieg in der Schule Hütthof. Durch den Zugang der vielen Flüchtlingskinder war der Klassenraum in Hütthoff überfüllt. Nach Abzug der Ortskommandantur der Roten Armee 1946 entstanden zwei Klassenräume und eine Lehrerwohnung in der unteren Etage im Schloss. 1946 wurde in den unteren Räumen für die Kinder aus Kaarz, Necheln, Schönlage (zeitweilig) und Weitendorf (zeitweilig) die zweiklassige Grundschule Kaarz eingerichtet. Später wurde das Gutshaus als Altenheim (1964–1988) genutzt und dazu umgebaut. Während dieser Zeit verfiel das Haus immer mehr. 1992 kaufte die Familie Gaertner/Hüniken das Schloss zurück. Anschließend wurde das Gebäude umfangreich saniert. 2013 wurde die Gutsanlage an die niederländische Unternehmerin Fanja Pon verkauft. Pon besitzt in der Umgebung weitere als Hotel genutzte ehemalige Gutsanlagen, einen Golfplatz und Agrarunternehmen.

## Baulichkeiten

### Das Schloss
Das zumeist als Schloss bezeichnete neoklassizistische Herrenhaus liegt oberhalb einer kleinen Anhöhe, die Fassaden sind zurückhaltend geschmückt, auffallend ist der große Turm im Stile eines Monopteros mit seiner originalen, gusseisernen Wendeltreppe. Im Inneren haben sich nur wenige originale Ausstattungsstücke erhalten, so der Kamin im Roten Salon und die Deckenmalerei im Foyer. Unterbrechungen im Stuck der kleinen Bibliothek weisen auf die Umbauten für das Altenheim hin, als an dieser Stelle einige Wände eingezogen wurden.

### Der Schlosspark
Der Schlosspark wurde als englischer Landschaftspark von Carl Ansorge ab 1873 angelegt. Die Anlage ist mit seltenen Bäumen und Pflanzen ausgestattet, unter anderem finden sich hier mehrere alte Eichen, Douglasien und Zypressen. Im Park stehen versteckt außerdem die neugotische Kapelle der Familie von Bülow sowie das Mausoleum der Familie Hüniken im Stile der Neorenaissance. Im oberen Teil des Schlossparkes, links von der Straße nach Weitendorf (oberer Pappelberg), stand bis 1946 ein kleiner Teepavillon, errichtet in fernöstlichen Baustil. Den gesamten Schlosspark umgab ein Metallzaun. An den Einfahrten zum Schloss standen auf Steinsockeln in natürlicher Größe verschiedene Tiere. An der Hauptauffahrt aus Richtung Weitendorf zwei kapitale Hirsche, an der Einfahrt vom Gutshof zwei Löwen und an den Weg nach Hütthof zwei Füchse. Die Einfahrten waren aus verzierten Metalltoren. Nach 1945 begann der langsame Zerfall der Anlagen oder Teile wurden zu Schrott zerkleinert. Der Parkbereich ist für Besucher geöffnet. Das Schloss und der Schlosspark liegen in unmittelbarer Nachbarschaft des ausgedehnten Waldgebietes Kaarzer Holz.

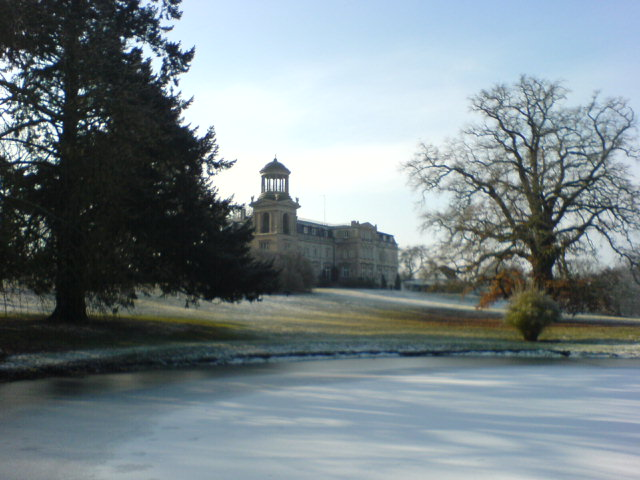
Blick vom Teich zum Herrenhaus
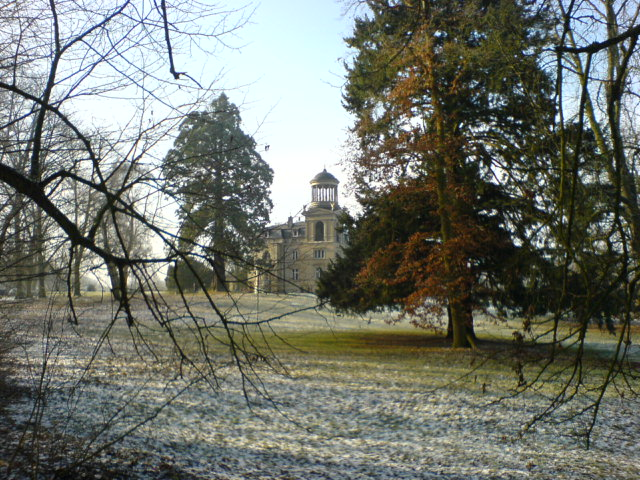
Park und Turm
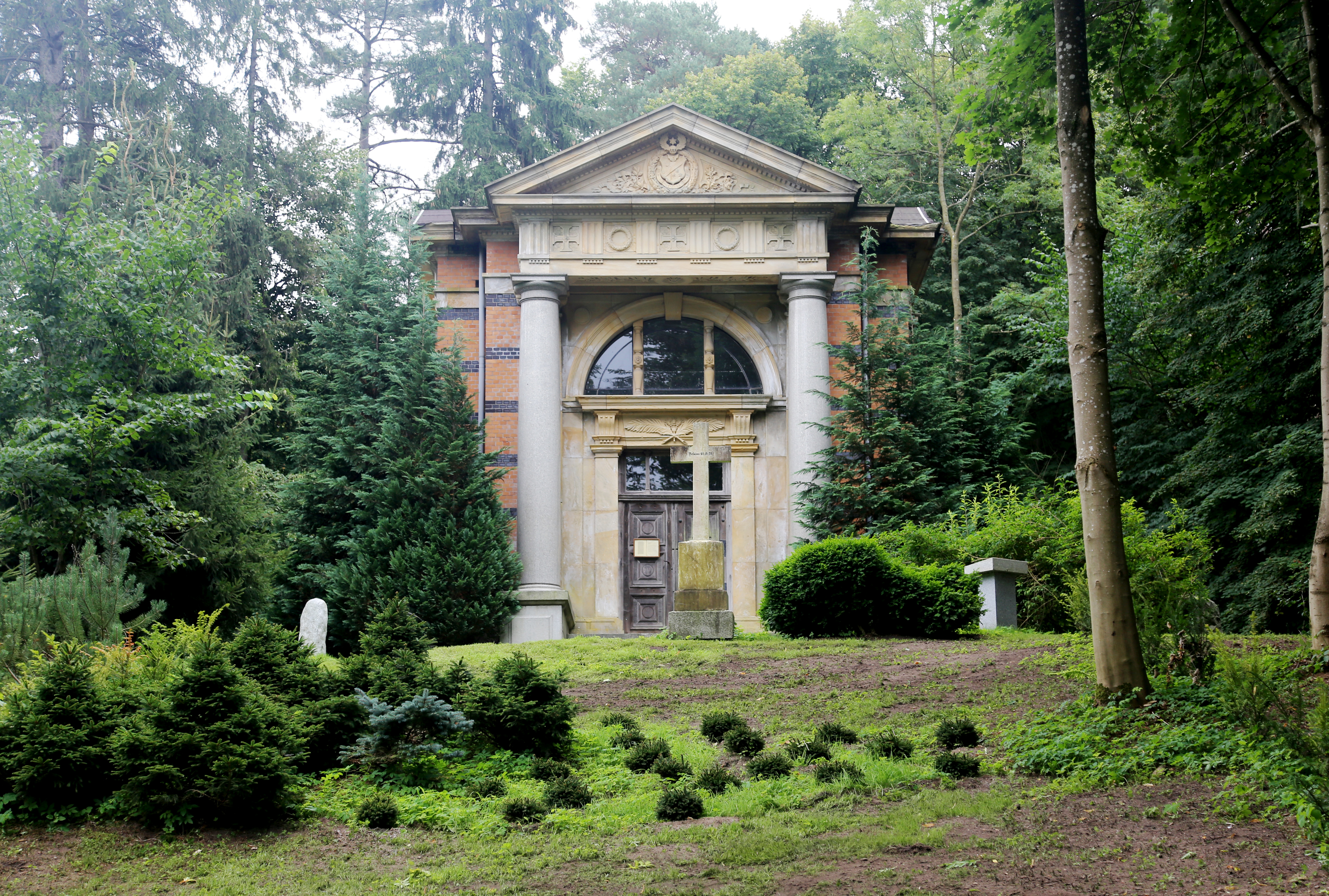
Mausoleum der Familie Hüniken im Park von Schloss Kaarz
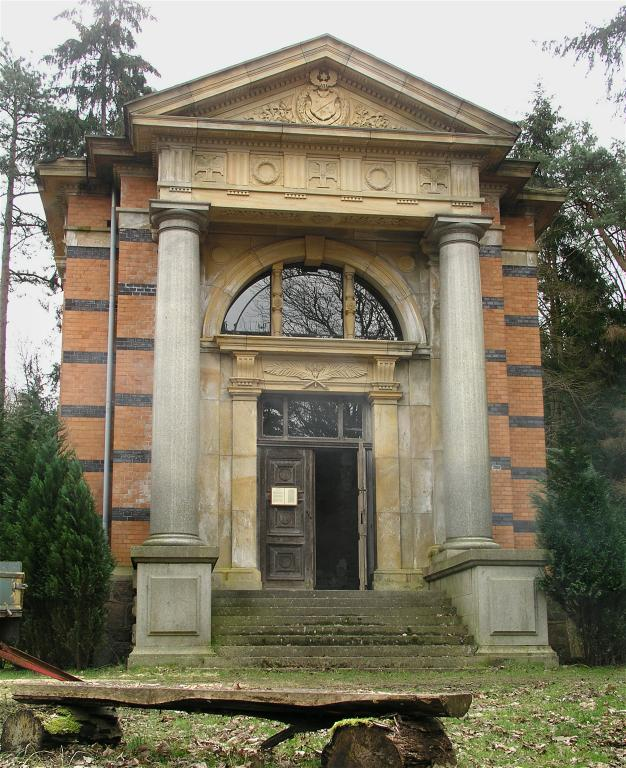
Das Mausoleum